# Sophonie
צְפַנְיָה
Compléments
VIIe siècle av. J.-C.
Sophonie (צְפַנְיָה en hébreu) est le neuvième des douze petits prophètes de la Bible ; il vécut pendant le règne de Josias, roi de Juda, et fut un contemporain du prophète Jérémie au VIIe siècle av. J.-C. Il est l’auteur du Livre de Sophonie, qui fait partie du Tanakh ou Ancien Testament.

## Livre de Sophonie
Situé dans le royaume de Juda, le livre de Sophonie est probablement antérieur de quelques années à la réforme engagée par Josias en 622 av. J.-C.. Son message invite les Judéens à se tourner vers leur Dieu afin de ne pas connaître le même sort que le royaume du nord d'Israël, envahi un siècle plus tôt. Dans le Livre de Sophonie, il prophétisa le Jour du jugement.
L'attribut de Sophonie est la lanterne. Elle s'explique par le passage des prophéties où l'Éternel menace d'une destruction prochaine la ville de Jérusalem : "En ce temps-là, je porterai la lumière des lampes jusque dans les lieux les plus cachés de Jérusalem" (chap. I, verset 12).

## Source
- Grand dictionnaire universel du XIXe siècle, Vol. S-Testa

### liens externes
- Notices dans des dictionnaires ou encyclopédies généralistes :   - Britannica
  - Brockhaus
  - Deutsche Biographie
  - Enciclopedia De Agostini
  - Gran Enciclopèdia Catalana
  - Hrvatska Enciklopedija
  - Internetowa encyklopedia PWN
  - Larousse
  - Store norske leksikon
  - Treccani
- Notices d'autorité :   - VIAF
  - GND